# París-Tours 2019
La París-Tours 2019 fou la 113a edició de la París-Tours. La cursa es disputà el diumenge 13 d'octubre de 2019 amb inici a Chartres i final a Tours. S'emmarcava dins el calendari de l'UCI Europa Tour 2019.
El vencedor final fou el belga Jelle Wallays (Lotto-Soudal), que s'imposà en solitari a Niki Terpstra (Total Direct Énergie) i Oliver Naesen (AG2R La Mondiale), segon i tercer respectivament.

## Equips
| WorldTeams (7)- Team Sunweb - AG2R La Mondiale - Groupama-FDJ - Lotto Soudal - Dimension Data - UAE Team Emirates - Katusha-Alpecin Equips continentals professionals (14)- Total Direct Énergie - Cofidis, Solutions Crédits - Vital Concept-B&B Hotels - Arkéa-Samsic - Wanty-Groupe Gobert - Israel Cycling Academy - Wallonie Bruxelles - Delko-Marseille Provence - Riwal Readynez - Roompot-Charles - Rally UHC Cycling - Gazprom-RusVelo - Euskadi Basque Country-Murias - Sport Vlaanderen-Baloise Equips continentals (2)- Saint Michel-Auber 93 - Natura4Ever-Roubaix Lille Métropole |
| |

## Classificació final
| \| Classificació general \| Classificació general \| Classificació general \| Classificació general \| Classificació general \| \| Corredor \| Corredor \| Equip \| Temps \| \| \| --------------------- \| --------------------- \| ------------------------ \| --------------------- \| --------------------- \| \| 1r \| Jelle Wallays \| Lotto-Soudal \| 5h 34' 49" \| \| \| 2n \| Niki Terpstra \| Total Direct Énergie \| + 29" \| \| \| 3r \| Oliver Naesen \| AG2R La Mondiale \| + 30" \| \| \| 4t \| Arnaud Démare \| Groupama-FDJ \| + 36" \| \| \| 5è \| Amaury Capiot \| Sport Vlaanderen-Baloise \| + 49" \| \| \| 6è \| Aimé De Gendt \| Wanty-Gobert \| + 49" \| \| \| 7è \| Lars Ytting Bak \| Dimension Data \| + 51" \| \| \| 8è \| Bert De Backer \| Vital Concept-B&B Hotels \| + 53" \| \| \| 9è \| Kevyn Ista \| Wallonie Bruxelles \| + 53" \| \| \| 10è \| Julien Vermote \| Dimension Data \| + 53" \| \| |                 |                          |            |
| |                 |                          |            |
| Font: ProCyclingStats |                 |                          |            |
| Classificació general |                 |                          |            |
| Corredor | Corredor        | Equip                    | Temps      |
| 1r | Jelle Wallays   | Lotto-Soudal             | 5h 34' 49" |
| 2n | Niki Terpstra   | Total Direct Énergie     | + 29"      |
| 3r | Oliver Naesen   | AG2R La Mondiale         | + 30"      |
| 4t | Arnaud Démare   | Groupama-FDJ             | + 36"      |
| 5è | Amaury Capiot   | Sport Vlaanderen-Baloise | + 49"      |
| 6è | Aimé De Gendt   | Wanty-Gobert             | + 49"      |
| 7è | Lars Ytting Bak | Dimension Data           | + 51"      |
| 8è | Bert De Backer  | Vital Concept-B&B Hotels | + 53"      |
| 9è | Kevyn Ista      | Wallonie Bruxelles       | + 53"      |
| 10è | Julien Vermote  | Dimension Data           | + 53"      |